# Periscepsia kirbyiformis
Periscepsia kirbyiformis là một loài ruồi trong họ Tachinidae.